# Näkkälä
Näkkälä (Samisch: Neahčil of Neakkel) is een gehucht binnen de Finse gemeente Enontekiö. Het dorp, dat al eeuwen bestaat maar pas in 1873 officieel gesticht, ligt aan het einde van een hier doodlopende weg vanuit Palojärvi. Het dorp ligt op een schiereiland in het Näkkälämeer aan de Näkkälärivier. Rondom het dorp vindt men grote rendierboerderijen; een van de grootste binnen Finland. Vanuit Näkkälä kan men weliswaar via een verharde weg alleen westwaarts; er liggen echter eeuwenoude trekpaden naar het noorden en zuiden. De trektocht naar het noorden kan leiden naar een van de grootste meren in dit gebied; het Pöyrismeer (Pöyrisjärvi), alwaar een aantal van tevoren te bespreken huisjes staan. De trektocht naar het zuiden leidt naar Hetta, in het onherbergzame gebied ligt op 5 uur wandelen van Näkkäla een verblijfplaats. In de winter kan de zuidelijke route ook met de sneeuwscooter gedaan worden. Deze laatste "weg" maakt deel uit van een oude Saami-handelsroute tussen Hetta, Kautokeino en uiteindelijk Alta in Noord-Noorwegen.

## Toerisme
Näkkälä moet het naast rendieren hebben van toerisme. De uit het dorp vertrekkende landweggetjes lopen door onbewoond gebied, via de route naar het Pöyrismeer kan men uiteindelijk doorwandelen naar een Saamidorp Kalkujärvi aan het gelijknamige meer. In het dorp bevindt zich ook een 3,5 meter hoge "heilige steen" en offerplaats van de Saami.

## Film
Näkkäla is ook de titel van een in 2005 geschoten film over het leven als rendierhoeder. De film werd geregisseerd door Peter Ramseier.